# François-Pierre-André Bertrand de Palmarolle
François-Pierre-André Bertrand de Palmarolle, né le 31 janvier 1714 à Cailla, village de montagne du sud de la France, est un officier du Régiment de La Sarre dans les troupes régulières françaises.

## Biographie
Il passe en Nouvelle-France en 1756 avec Montcalm, commandant des troupes régulières. Blessé à la bataille de Sainte-Foy le 28 avril 1760, il est hospitalisé à l'Hôpital général de Québec et décède le 3 mai ; il est inhumé au cimetière de l'Hôpital Général de Québec.

## Hommages
Une rue porte son nom dans le quartier de la Pointe-de-Sainte-Foy ainsi que Palmarolle, une municipalité en Abitibi-Témiscamingue.